# Male' Water & Sewerage Company
Die Male' Water & Sewerage Company Pvt. Ltd (MWSC) ist ein öffentliches Versorgungsunternehmen auf den Malediven. MWSC ist im Bereich der Wasserversorgung tätig und hat für 20 Jahre das Versorgungsmonopol für die Hauptstadt Malé übertragen bekommen. Das Unternehmen befindet sich wie der Energieversorger State Electric Company Limited zum größten Teil im Besitz des maledivischen Staates und untersteht dem Gesundheitsministerium.

## Geschichte und Versorgung
Die Wasserversorgung von Malé wurde ursprünglich mit Brunnen sichergestellt, aus denen man Süßwasser mittels Pumpen gewann. Mit dem Wachstum der Stadt und der damit einhergehenden Erhöhung des Wasserbedarfes nahm die Wasserqualität immer weiter ab und das Süßwasser begann zu versalzen. Vorgänger der MWSC war die 1992 gegründete Maldives Water and Sanitation Authority (MWSA), die die Wasserversorgung von Malé mit Hilfe der dänischen Hilfsorganisation DANIDA aufbaute.
Im März 1995 wurde mit HOH Water Technology und dem IFU (Danish Industrialization Fund for Developing Countries) die Vereinbarung zur Gründung eines Gemeinschaftsunternehmens unterzeichnet. Die MWSC wurde dann am 1. April 1995 mit dem Ziel gegründet, die öffentliche Wasserversorgung und Abwasserentsorgung der Hauptstadt Malé zu planen, zu verwalten und weiterzuentwickeln. Der Auf- und Ausbau wird durch das starke Bevölkerungswachstum auf der Hauptstadtinsel notwendig, deren Einwohnerzahl sich in den letzten zwei Jahrzehnten verdoppelte.
Als ursprüngliche Kapazität waren 3500 m³ pro Tag vorgesehen. Das Wasser wird heute aus 50–60 Meter Tiefe gepumpt und ist Brackwasser. Während das Wasser hauptsächlich durch Umkehrosmose entsalzt und aufbereitet wird, gelangt das Abwasser ungeklärt über Pumpstationen in den Indischen Ozean zurück. Das Abwasser wird dabei außerhalb des Riffs in durchschnittlich 13 Meter Tiefe ins Meer gepumpt. Ursprünglich nur für die Versorgung von Malé geplant, versorgt die MWSC heute auch die Inseln Hulhumalé and Villingili.
Mohamed Ahmed Didi wurde am 5. September 2007 zum Geschäftsführer ernannt. MWSC ist eines der ersten Unternehmen der Malediven, dass nach ISO 9001 zertifiziert wurde.

## Gesellschafterstruktur
- Republik der Malediven, 70 Prozent
- Danish Industrialization Fund for Developing Countries (IFU), 18 Prozent
- HOH Water Technology A/S, Dänemark, 12 Prozent[1]

## Korruption und Misswirtschaft
MWSC betreibt zusammen mit der Champa Brother Pvt. in einem Gemeinschaftsunternehmen den Abfüllbetrieb Island Beverages Maldives (IBM), der das TaZa-Mineralwasser abfüllt. MWSC hält dabei 51 Prozent des Unternehmens. Das TaZa ist im Prinzip nur mit einigen Mineralstoffen versetztes, entsalztes Wasser, das von MWSC über den normalen Prozess zur Trinkwasseraufbereitung hergestellt wird.
Das Gemeinschaftsunternehmen geriet in die Schlagzeilen, weil IBM die Infrastruktur von MWSC nutzt und möglicherweise das Wasser sogar kostenlos erhält. Die allgegenwärtige Vetternwirtschaft und Korruption auf den Malediven wird deutlich, da der heutige maledivische Botschafter in London, Hassan Sobir, früher Vorstand von MWSC war und heute über die Champa Brothers indirekt an dem Abfüller IBM beteiligt ist.
In einem am 30. Juni 2005 veröffentlichten Brief an den damaligen Prokuristen der MWSC, Mohamed Ahmed Didi, der ebenfalls Direktor der Bank of Maldives und Geschäftsführer der Island Beverages Maldives war, beklagte sich die halbe Belegschaft über die Misswirtschaft und das unfähige Management, insbesondere auch über Mohamed Didi, der den Posten seit April 2000 innehatte. Mohamed Didi ist heute Geschäftsführer der MWSC.